# Stavros Niarchos
Stavros Spyros Niarchos (3. července 1909, Athény – 16. dubna 1996, Curych) byl řecký rejdař a miliardář, často se mu říkalo "Zlatý Řek", byl velkým sokem Aristotela Onassise. 

## Rodina
Narodil se v Athénách do bohaté rodiny, jeho otec Spyros Niarchos (nar. 1858) se oženil s bohatou dědičkou Eugenií, za svobodna Coumandarosse. Stavros chodil na soukromou střední školu, a poté na univerzitě v Ahénách vystudoval práva. 

## Podnikání
Po škole nejprve pracoval u svého strýce z matčiny strany, který podnikal v loďařství a po II. světové válce založil vlastní společnost.
V roce 1952 postavil první supertankery, díky kterým vydělal obrovské jmění.

Po ropné krizi v roce 1973 některé své společnosti prodal a soustředil se na kapitálové trhy a obchod s diamanty. V 80. letech trávil nejvíc času v Ženevě a v 90. letech odešel do důchodu a žil ve svém hlavním sídle v Svatém Mořici, kde se věnoval svému oblíbenému sportu, lyžování.

## Manželství
Oženil se celkem šestkrát s pěti ženami:
- 1930–1931 Helen Sporides
- 1939–1947 Melpomene Capparis
- 1947–1965 Eugenia Livanos, dcera řeckého rejdaře Stavrose G. Livana
- 1966–1967 Charlotte Ford, dcera Henryho Forda II, po rozpadu manželství se vrátil ke své předchozí ženě Eugenii
- 1971–1974 Athina, vévodkyně z Blandfordu (rozená Livanos), sestra jeho ženy Eugenie a první manželka Aristotela Onassise

## Děti a vnoučata
Z jeho manželství vzešlo celkem pět dětí:

Čtyři děti měl s Eugenií:
- Maria Isabella Niarchos, chovatelka koní, dvě děti:

1. Athur Niarchos
2. Mia Niarchos

- Philippos nebo také Philippe Niarchos, sběratel umění, 1984-dosud manželka Victoria Guinness Niarchos,

čtyři děti:
1. Stavros Niarchos III, (* 17. dubna 1985),
2. Eugenie Niarchos, (* 1986)
3. Theodorakis Niarchos, (* 1991)
4. Electra Niarchos, (* 1995)

- Spyros, (* 1955), manželka Daphne Suzannah Diana Guinness, tři děti:

1. Nicolas Stavros Niarchos, (* 1989)
2. Alexis Spyros Niarchos, (* 1991)
3. Ines Niarchos, (* 1995).

- Konstantin Niarchos (1962–1999), jako první Řek vystoupil na Mt. Everest

Páté dítě s manželkou Charlotte Fordovou:
- Elena Anne Ford, (* 1967),

Od konce 70. let až do své smrti byl spojen s princeznou Firjal Jordánskou. Údajně byl také spojen s princeznou Marií Gabriellou Savojskou.

## Sběratelství
Byl také sběratelem umění. Mezi nejcennější díla v jeho sbírce patří obrazy od Van Gogha, Goyi, El Greca a Rubense.
Rodině také patří soukromý ostrov Spetsopoula a rodinná jachta Atlantis.